# Yadiger Mohammed
Yadiger Mohammed, Yadegar Mohammad, Yadegar Moxammad, Yadegar Mokhammad ou Yädegär Möxämmäd хан (Ядкәр-Мөхәммәт хан en tatar, Ядыгар-Мухаммед хан en russe) est le dernier khan de Kazan ; il règne environ sept mois, de mars à octobre 1552.

## Biographie
Prince tatar du khanat d'Astrakhan, Yadiger Mohammed est le fils du khan Qasim II. Il se met au service de la grande-principauté de Moscou (1542-1550) puis du tsarat de Russie (1550-1552) et participe à l'attaque de Kazan en 1550. Mais en 1552, il est invité par des nobles du Khanat de Kazan à monter sur le trône. Yadiger Mohammed accepte, rompt ses liens avec le tsar Ivan le Terrible et s'oppose à l'invasion russe. La résistance est de courte durée : dès l'automne, les Russes s'emparent de Kazan et Yadiger Mohammed est capturé (2 octobre 1552).
En 1553, prisonnier d'Ivan le Terrible, il se convertit au christianisme et prend le nom de Simeon Kasayevich. Yadiger Mohammed peut vivre librement à Moscou, reçoit en apanage la ville de Zvenigorod, et participera à la guerre de Livonie.
Il meurt en 1565 et est inhumé dans le monastère russe de Tchoudov, situé dans le kremlin de Moscou.